# Gérson
Gérson de Oliveira Nunes (* 11. ledna 1941 v Niterói) je bývalý brazilský fotbalista. Pochází z fotbalové rodiny, začínal v klubu Canto do Rio FC v rodném Niterói, v roce 1959 přestoupil do Flamenga. Reprezentoval Brazílii na Panamerických hrách 1959, olympiádě 1960, mistrovství světa ve fotbale 1966 a mistrovství světa ve fotbale 1970, kde získal zlatou medaili a byl také vybrán do nejlepší jedenáctky turnaje.